# ヨルダン・ディナール
ヨルダン・ディナールは、ヨルダンの通貨。補助通貨単位はディルハム（1/10）、ピアストル（1/100）とフィルス（1/1000）。1949年より発行が開始された。ヨルダン・ディナール導入以前は、英語とアラビア語とヘブライ語の3か国語で記載されていた英国委任統治領時代のパレスチナ・ポンドが使用されていた。

## 概要
1949年、1、5、10 、20、 50 、100フィルス硬貨の発行が開始された。1965年には20フィルスの発行が停止され、1970年には¼ディナール硬貨が発行された。1フィルスの鋳造は1985年に停止した。1996年には、¼、½、1ディナール硬貨が新たに発行を開始した。
1949年、政府は500フィルス、1、 5、10、 50ディナール紙幣の発行を開始し、1959年にはヨルダン中央銀行に発行業務を移管した。20ディナール紙幣が1977年に、50ディナールは1999年に発行された。 ½ディナール紙幣は1999年に硬貨に置き換えられた。
なお、ヨルダン・ディナールはヨルダン国内だけではなくヨルダン川西岸地区においても流通していたこともあり、パレスチナ自治政府が発行する切手に記載されている値段も公式にはヨルダン・ディナールで記載されている。

## 固定相場制
1995年10月23日以来、ディナールは固定相場制をとり、1アメリカドル = 0.709ディナールに固定されている。